# Villa Baglioni
Villa Baglioni a Massanzago rappresenta uno dei monumenti chiave dell’architettura seicentesca.
La villa è oggi la sede dell'amministrazione comunale aperta alle visite dei cittadini del comune di Massanzago e anche degli altri comuni per promuovere e valorizzare il valore storico-culturale della Villa.

## Storia
Villa Baglioni è stata costruita intorno al XVII secolo da un architetto ancor oggi ignoto. Venne poi acquistata dal nobile Alvise Lombardo, che ne mantenne la proprietà fino al 1718 quando la residenza venne acquistata dalla famiglia di editori veneziani Baglioni per celebrare l’ingresso nell’aristocrazia veneziana e consolidare così lo status di nobili. 
L’architettura della residenza rimase inalterata con Alvise Lombardo fino al passaggio di proprietà alla famiglia Baglioni che, a partire dal 24 settembre 1718, iniziò un’operazione di abbellimento e di ampliamento della villa. L’opera di manutenzione e continuo abbellimento della villa per opera della famiglia Baglioni perdurò per molto tempo, soprattutto grazie a Giovanni Battista Baglioni e al figlio Giovanni Antonio. 
A partire dal XIX secolo la complicata situazione economica dei Baglioni li costrinse a vendere, dapprima gli appezzamenti di terreno e poi gli stessi palazzi di cui erano proprietari, tra cui la residenza di Massanzago. Infatti nel 1919, Cecilia Baglioni cominciò a cedere porzioni della villa a Pietro Malvestio. 
Quest’ultimo decise poi, nel 1929, di vendere il corpo centrale, la barchessa di sinistra e parte del parco al Comune di Massanzago; la barchessa di destra rimane ancora oggi di proprietà privata. 
Questo periodo coincise con un progressivo declino della bellezza e della maestosità della villa che infatti cominciò ad essere adibita prima ad abitazione privata, poi a scuola e infine ad ospedale militare durante il secondo conflitto mondiale, funzioni diverse a seconda delle esigenze del paese che portarono alla distruzione e alla rovina non solo degli ambienti interni ma anche di quelli esterni della residenza Baglioni.
Solamente intorno agli anni '70 del XX secolo iniziarono i lavori di restauro che contribuirono a riconsegnare alla villa la bellezza e l'originalità che da sempre l'avevano caratterizzata.

## Descrizione

### Esterno
Inizialmente la villa presentava un corpo centrale di due piani mentre le barchesse erano costituite da un piano unico; solo in seguito, intorno alla seconda metà del XVIII secolo, la villa venne ingrandita.
La veduta frontale della villa presenta un lungo muretto con tre aperture in corrispondenza degli archi delle due barchesse e della scalinata del corpo centrale, ognuna delle quali è fiancheggiata da due statue: partendo da destra troviamo la Primavera e l’Estate che si contraddistinguono rispettivamente per il mazzo di fiori e per le spighe di grano; al centro troviamo invece Apollo e Diana, ovvero le divinità del giorno e della notte, presentate rispettivamente il primo, con la raffigurazione del sole sul petto mentre la seconda è presentata bendata e con la luna in fronte. 
Infine a sinistra si trovano rappresentati l’Autunno con l’uva e l’Inverno come un anziano. 
Per quanto riguarda il corpo centrale della villa esso presenta aperture disposte in maniera perfettamente simmetrica: quelle del piano terra e del piano nobile sono chiuse da volte a tutto sesto e presentano mascheroni diversi tra loro, alcuni con sembianze femminili e altri maschili mentre quelle del secondo piano sono finestre semplici, rettangolari e senza ornamenti ad esclusione di quella centrale. Quest’ultimo piano presenta anche un elemento architettonico decorativo tipico delle strutture residenziali, ovvero il marcapiano. 
Per quanto riguarda invece le barchesse, ovvero le ali laterali, ripropongono l’aspetto del corpo centrale: infatti presentano al piano terra, finestre e aperture con cornici e mascheroni ma si differenziano nelle ultime tre aperture a destra cinte da teste di cavallo ad indicare l’accesso alle scuderie. Tutte le finestre si caratterizzano in basso per un riquadro bianco in marmorino, per ricordare le decorazioni originarie della villa. 
Ciascuna barchessa presenta un'apertura, chiusa a nord da un cancello in ferro battuto, che permette l'accesso al giardino interno della villa.
La facciata posteriore della villa è pressoché identica a quella frontale appena descritta ma nello spazio tra il corpo centrale e le due barchesse si trovano aperture “a serliana, dal nome dell’architetto Sebastiano Serlio. 
Le due barchesse nel lato posteriore si differenziano rispetto alla veduta frontale per la presenza di due nicchie, perpendicolari al corpo centrale: quella di destra è occupata dalla statua della dea Minerva, mentre quella di sinistra presenta la statua del dio Marte purtroppo però poco visibile.

### Oratorio

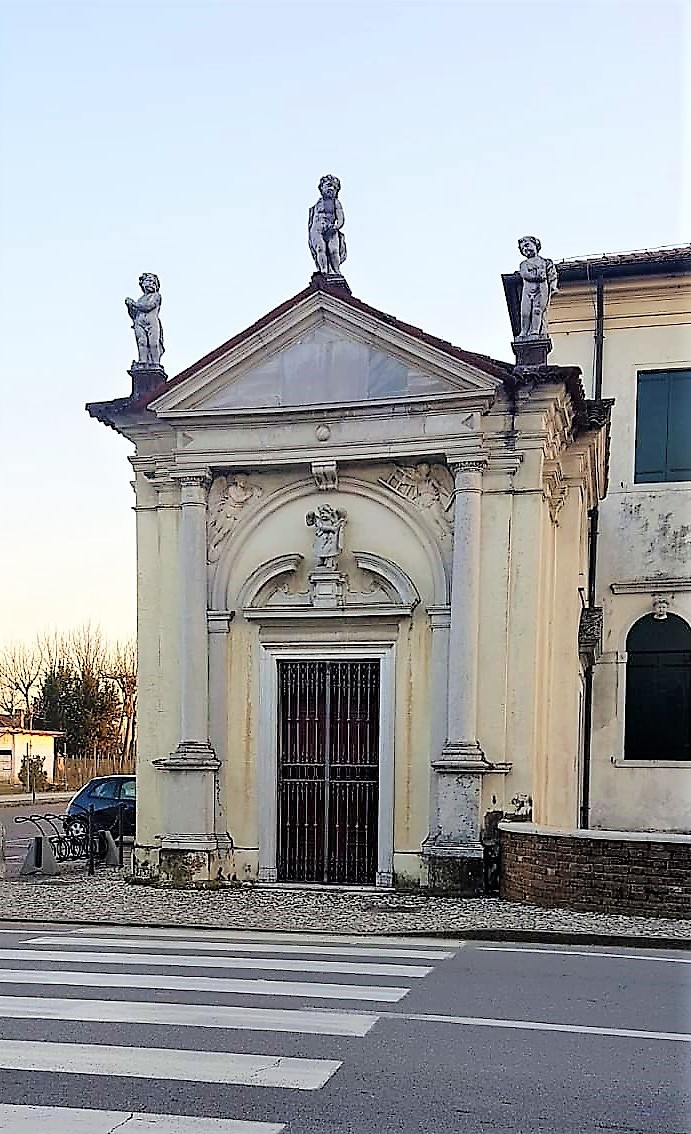
Oratorio, "Chiesetta" di Villa Baglioni -- Veduta frontale

La cappella gentilizia della famiglia Baglioni dedicata alla Beata Maria Vergine del Rosario,
chiude il prospetto orientale della Villa. 
La facciata principale presenta, all’interno di un timpano spezzato sopra il portone, un angioletto con una pergamena priva di iscrizioni, mentre ai lati due angeli scolpiti a bassorilievo con i simboli della passione: la croce, quello a sinistra, e la scala e i chiodi, quello di destra. 
L’interno è caratterizzato da un altare di marmo adornato con tre statue; partendo da destra troviamo la “personificazione della Prudenza” che calpesta il simbolo dell’Invidia, ovvero il serpente; al centro la Vergine con il Bambino, mentre invece a sinistra la Fede, rappresentata velata, con un calice ed una croce. 
Nel 1825 la chiesetta funse da chiesa parrocchiale ma solo nel 1881 la famiglia Baglioni ottenne dal Vescovo di Treviso il permesso di celebrarvi quotidianamente la Santa Messa.
Nell’oratorio vengono ricordati il 4 novembre i caduti dei conflitti mondiali.

### Parco

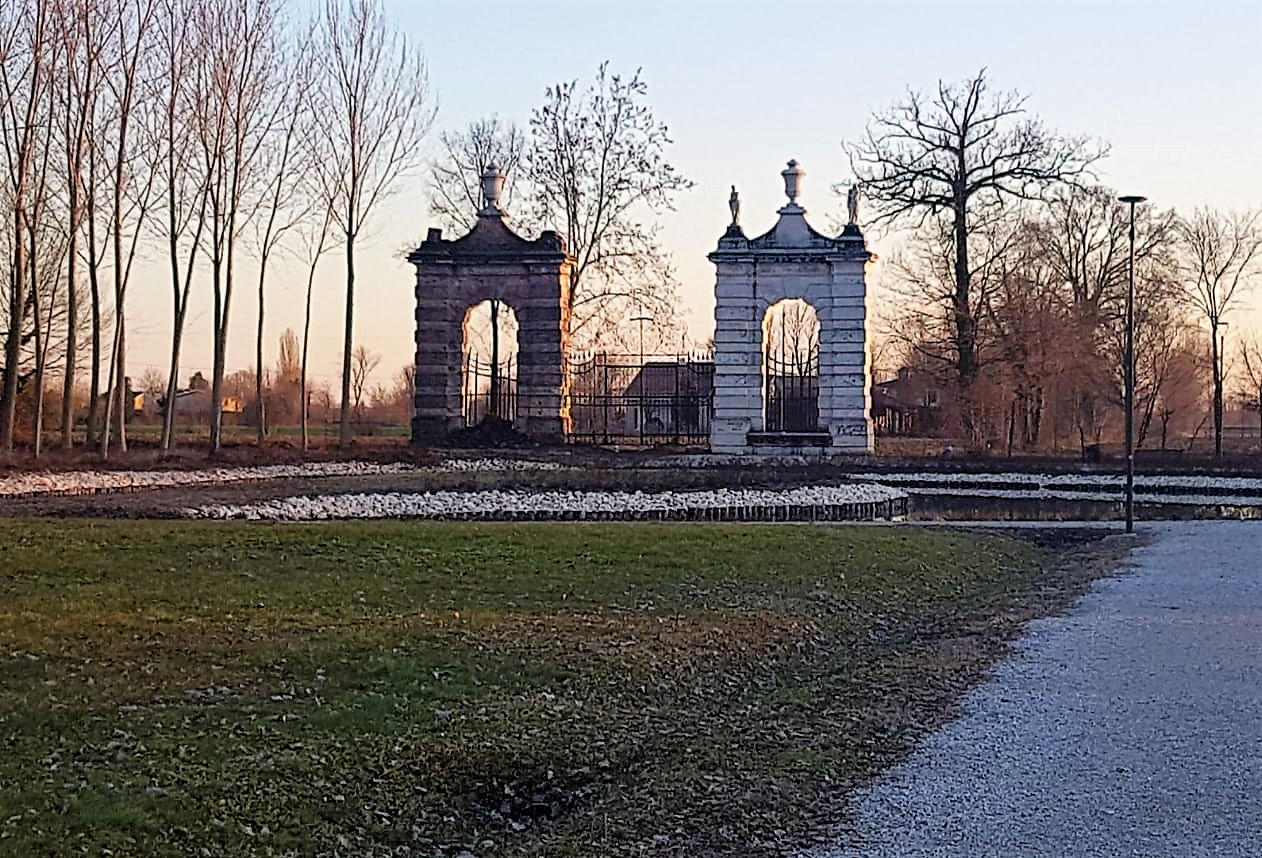
Pilastroni di Villa Baglioni a Massanzago.

Nella parte posteriore della Villa si estende il grande parco che rappresenta il classico giardino veneto, elemento che ha da sempre caratterizzato la villa , celebrata quindi non solo per la sua bellezza ma anche per la sua vastità. 

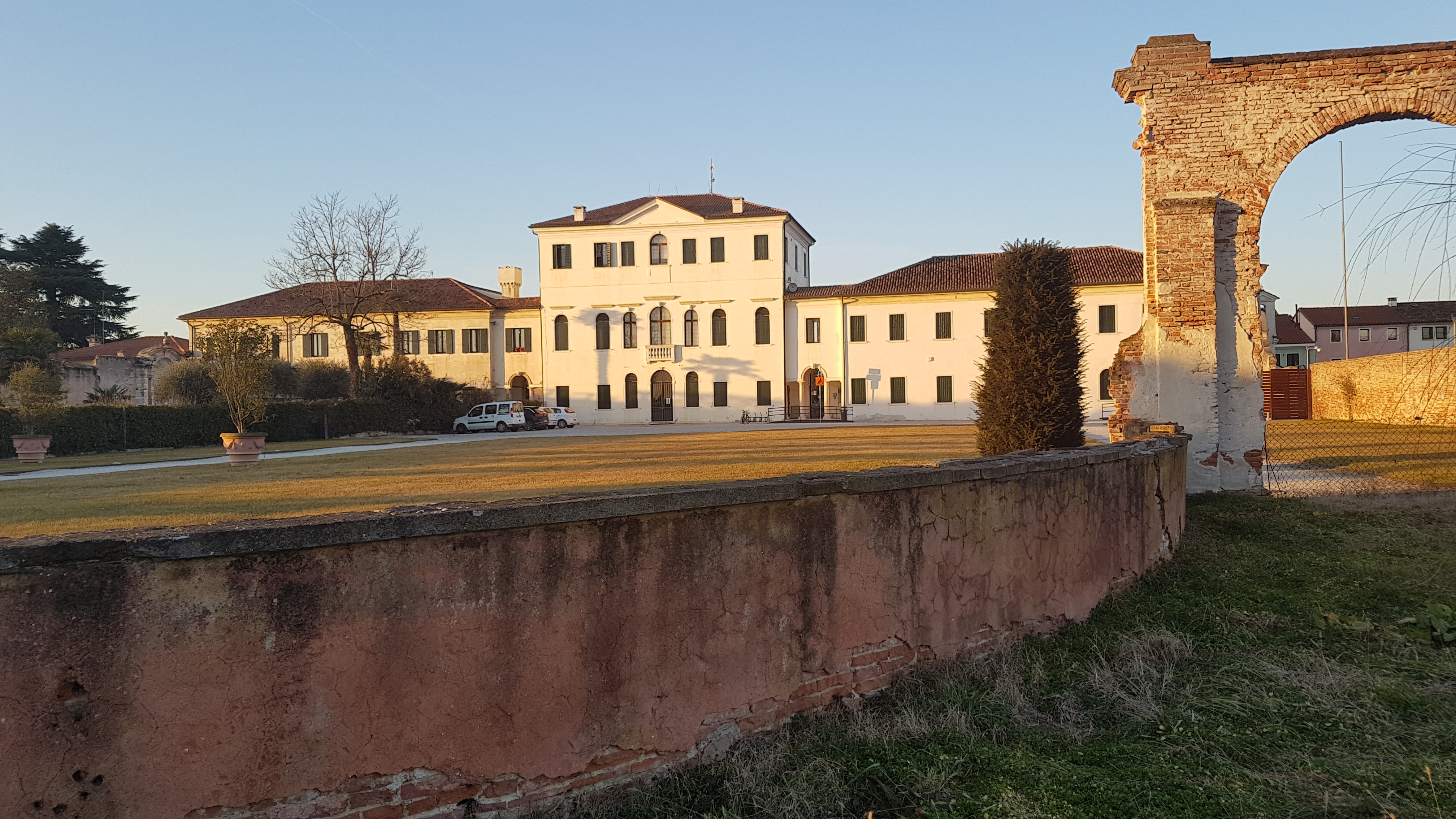
Veduta posteriore di Villa Baglioni.

Si presume che il parco, nel periodo di Alvise Lombardo, fosse esteso circa 50.000 metri quadrati. 
Fu solo con Giovanni Antonio che il parco venne ingrandito e abbellito con piante e statue decorative lungo il viale principale. 
Intorno al XX secolo, con il signor Malvestio, il parco venne lasciato all’incuria e questo portò alla scomparsa delle statue in pietra, i piedistalli delle aranciere e delle vere da pozzo. 
La porzione di parco di proprietà del Comune di Massanzago è costituita di due parti: una prima parte è delimitata a est da una cinta murata in mattoni e cocciopesto e a sud da un portale in mattoni ornato da due statue in pietra raffiguranti Ercole e Giove che conduce alla seconda parte. Questa, senza delimitazioni, presenta la stessa configurazione originaria e si conclude solamente a sud con due maestosi pilastroni, che racchiudono cancellate in ferro con lo stemma dei Baglioni.

### Interni

#### Pianterreno
Il piano terra di Villa Baglioni si compone di una stanza detta “portego”
, la quale collega le due entrate principali a nord e a sud della villa, e nella quale venivano accolti gli ospiti della famiglia Baglioni prima di farli salire al piano nobile. Attorno al “portego” altre quattro stanze laterali caratterizzano la residenza. 
Quest’ultime, così come il salone del piano terra presentano una ricca decorazione sul soffitto e sulle pareti che risale al XVIII, e nello specifico al periodo di Giovanni Antonio Baglioni che volle abbellire la residenza di campagna per il matrimonio del figlio Giovanni Paolo con Elena Diedo. 
Le decorazioni e gli stucchi nel soffitto e nelle pareti riprendono le decorazioni esterne della residenza; esaltano la natura, il cambiamento stagionale e celebrano la famiglia Baglioni rappresentandone le virtù.
L’autore di questo ciclo di affreschi e stucchi è Antonio Zucchi (1726-1795), pittore veneziano allievo di Amigoni e Fontebasso. Del primo periodo di attività non era stata riconosciuta alcuna sua opera ad affresco, per cui questo ciclo di stucchi assume per Antonio Zucchi un'elevata importanza.
Nel settore centrale del soffitto sono presenti la personificazione dell'Estate, Celere, con in mano un covone di grano e una falce, assieme al giovane Bacco, cioè l'Autunno, incoronato da foglie di vite e con l'ampolla del vino mentre dall'alto l'Abbondanza versa una cascata di frutti.
Nei settori laterali invece sono presentati da una parte Flora, la Primavera, mentre dall'altra si ritrova Bacco-Autunno nell'atto di offrire alcuni frutti ad una ninfa. Tali rappresentazioni hanno lo scopo di mettere in evidenza la fecondità della natura e delle stagioni, motivo per il quale l'Inverno è assente.
Nelle stanze laterali trovano spazio le virtù della famiglia Baglioni; nelle due stanze a destra sono raffigurati sul soffitto rispettivamente, nella prima, Apollo mentre tiene le redini del suo carro, e nella seconda la personificazione della Concordia. Nella seconda stanza a sinistra è raffigurata nel soffitto la Giustizia che dialoga con la Pace, mentre invece nella prima stanza Zucchi volle omaggiare l'amore vero raffigurando il Giudizio di Paride, con il pastore che dona a Venere la mela d'oro.

#### Piano Nobile
Al primo piano di Villa Baglioni si trova uno degli affreschi più significativi del Settecento: sul soffitto è rappresentato il Trionfo dell’Aurora e alle pareti il mito di Fetonte. Sembra che Giovanni Battista Baglioni abbia commissionato l’affresco di questo salone a Giambattista Tiepolo poco dopo l’acquisto della villa nel 1718. 
Il ciclo di affreschi che ricopre il soffitto e le pareti del salone nobile del Tiepolo sembrano tenere conto del percorso intrapreso dai visitatori giocando un effetto sorpresa su quest’ultimi; salendo le scale che portano al piano nobile della residenza, poste nel lato ovest della residenza, possono ripercorrere idealmente la salita di Fetonte per raggiungere la dimora del padre venendo anche immediatamente colpiti dal meraviglioso affresco della parete est.
L'intera superficie del Piano nobile di Villa Baglioni è stata affrescata e decorata dal Tiepolo in collaborazione di un esperto quadraturista, Gerolamo Mengozzi detto il Colonna. Infatti tutte le quattro pareti e il soffitto dell'ambiente narrano, attraverso una suddivisione in più scene, il mito di Fetonte, tratto dalle "Metamorfosi di Ovidio", facendo dell'ambiente in questione un'immensa scenografia dominata da una finta architettura che si poneva lo scopo di chiudere in singole unità dell'ambiente gli episodi del mito raccontato, così da aiutare il visitato ad osservare e ad immergersi nella scena. 
Gli episodi che vengono raccontati e affrescati nel salone nobile sono 4:
- Fetonte chiede il carro del Sole ad Apollo nella parete est,
- Trionfo dell'Aurora nel soffitto,
- Caduta di Fetonte nell'Eridano e Le Eliadi si trasformano in pioppi entrambi nella parete ovest.

##### Il mito di Fetonte
Fetonte era figlio di Apollo, dio del sole, e della ninfa oceanina Climene; mentre Lampezia, Faetusa e Lampetusa, le Eliadi, ne erano le sorelle. La leggenda narra che molte voci maligne avevano messo in discussione la paternità di Apollo, chiedendosi invece se Fetonte fosse figlio di un umilissimo contadino Merope. Così il giovane Fetonte, sconsolato e triste, decise di andare dal padre per togliersi ogni dubbio; per scoprire se davvero Apollo fosse suo padre, Fetonte gli chiese di poter guidare per un giorno il carro del sole, pensando che se fosse stato veramente il figlio della divinità del sole avrebbe saputo guidare almeno per un giorno il suo carro. Apollo cercò invano di persuaderlo, offrendogli altri doni come prova della sua paternità: Fetonte non cedette e infine Apollo lo sollevò sul cocchio d’oro dandogli continui consigli su come governare i cavalli. Fetonte però, essendo inesperto, percorrendo il cielo uscì dalla rotta e creò panico e distruzione in tutta la terra cosicché la madre terra, Cibele fu costretta a chiedere l'intervento di Giove che dovette scagliare un fulmine su Fetonte che precipitò, bruciando, sul fiume Eridano, dove morì. Le sorelle piansero con gran dolore per quattro mesi la sua morte finché non si trasformarono in pioppi.

##### Affreschi del soffitto

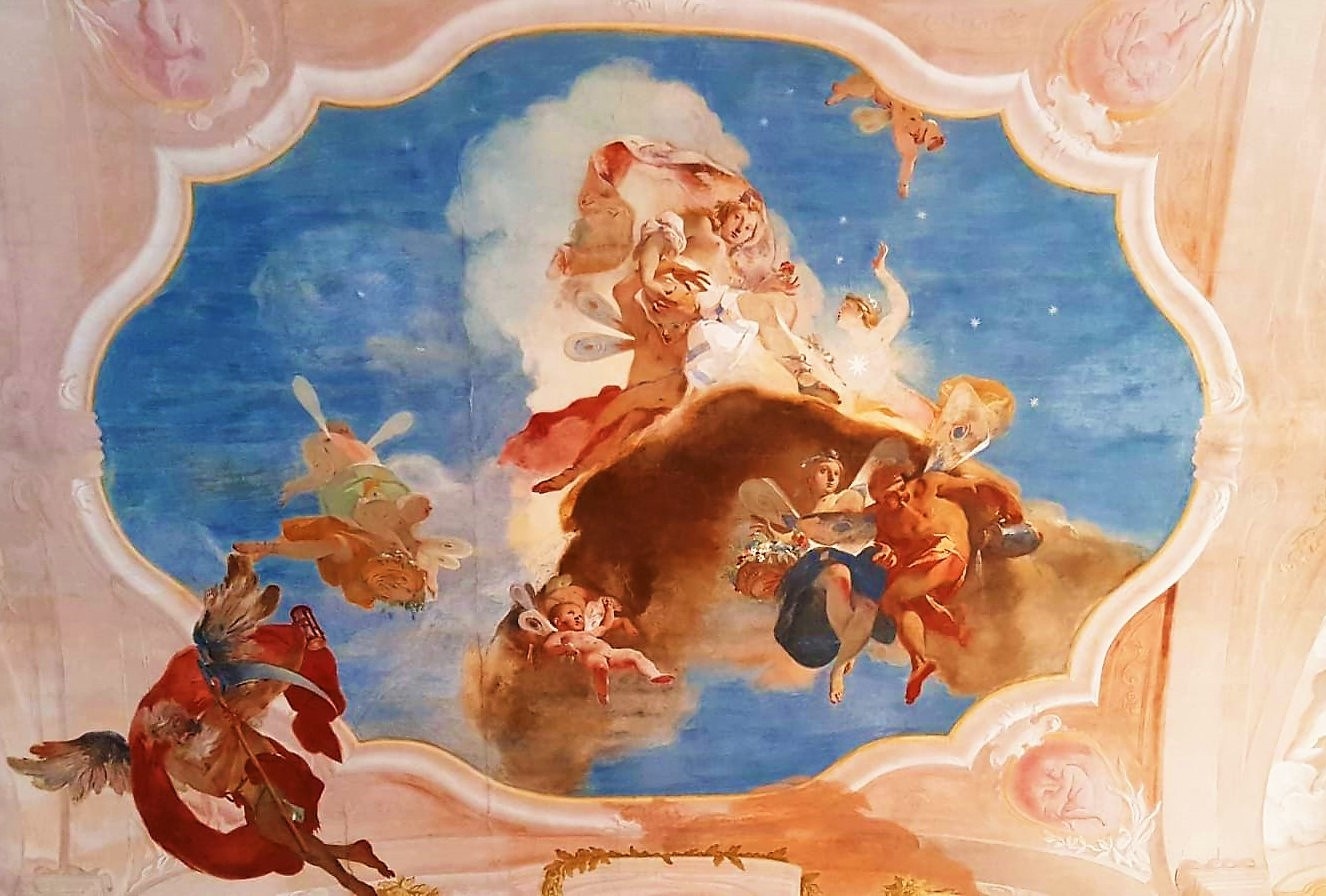
Trionfo dell'Aurora -- Affresco soffitto del salone nobile di Villa Baglioni a Massanzago.

Nel soffitto della sala è raffigurato il Trionfo dell’Aurora. Un genio alato, alzando le braccia per ripararsi dalla luce, sorregge l’Aurora che tiene in mano una rosa e ha il manto pieno di zefiri, sullo sfondo di un cielo stellato. Accanto un’altra figura femminile che, con una stella sul petto, impersona la prima stella del mattino. In basso a destra volano insieme con ali di libellula Zefiro e Flora, mentre in basso a sinistra si trova la figura del vecchio e severo Tempo, che regge la clessidra e la falce. Intorno si muovono dei puttini alati. Le due zone laterali minori presentano finte volte a crociera con coppie di figure mitologiche e decorazioni a tralci di vite.

##### Affreschi della parete est

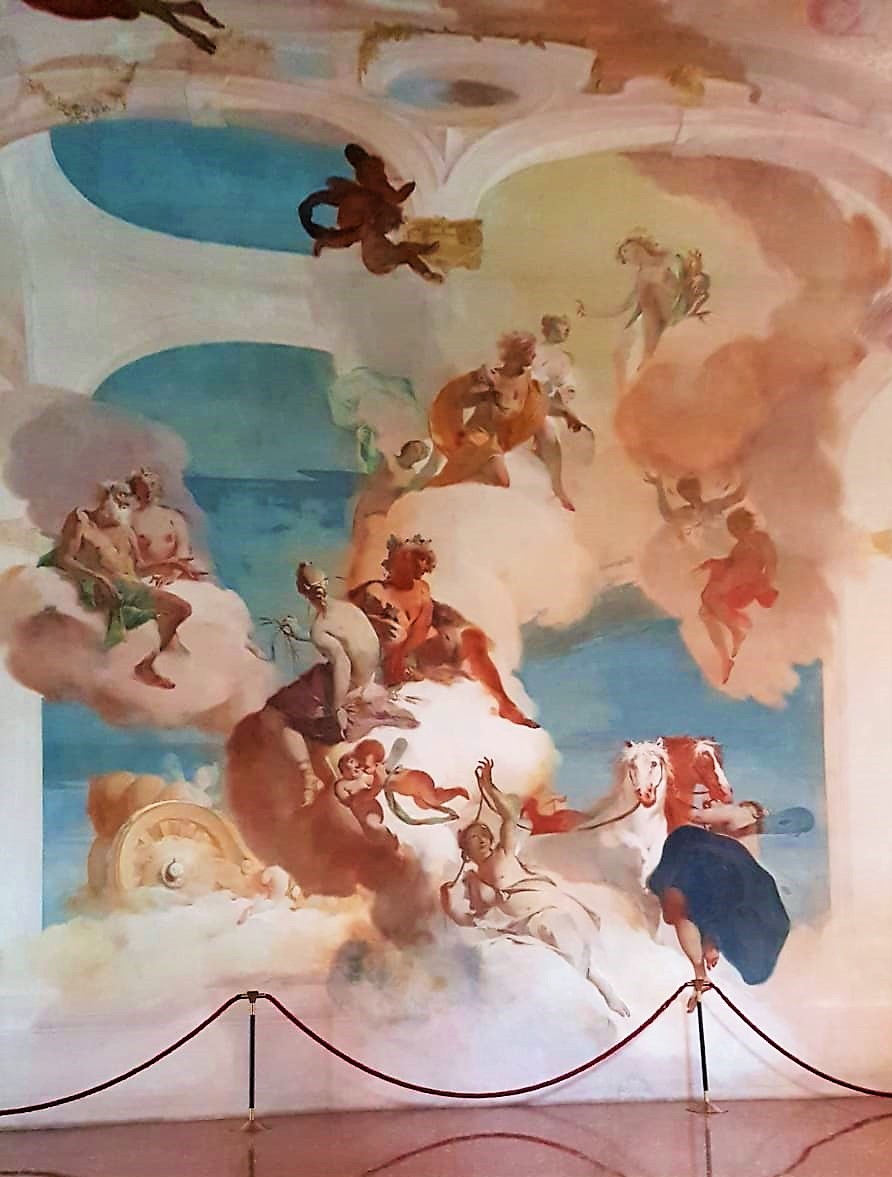
Fetonte chiede il carro del Sole ad Apollo -- Affresco parete est, salone nobile di Villa Baglioni a Massanzago.

Sulla parete orientale, è dipinto l’episodio in cui Fetonte chiede al padre Apollo il carro del sole come prova dell'autentica paternità. Tiepolo stravolge il tradizionale impianto registico posizionando innanzi allo spettatore i personaggi che usualmente hanno un ruolo di comparsa e ponendo invece la scena principale in secondo piano.
In primo piano appaiono quindi le Ore alate che tengono le redini dei cavalli del cocchio e più in alto, sedute, le quattro stagioni; quest'ultime sono disposte in coppia:l'Estate, di spalle, con le spighe in mano, assieme al giovane Autunno con l’uva e i tralci di vite mentre la Primavera, coronata di fiori, con il vecchio Inverno. 
Quest'ultime seguono un impianto diagonale ascendente che parte dal basso a destra della parete dove sono presenti le Ore e prosegue, fino a metà della parete, verso sinistra, per poi deviare nuovamente in alto a destra dove è presente la scena principale: Fetonte si inginocchia implorante davanti al padre, alto e luminoso tra le nubi, con in mano i simboli della cetra e delle tre Grazie affinché quest'ultimo gli prometta di fargli guidare il suo carro.

##### Affreschi della parete ovest

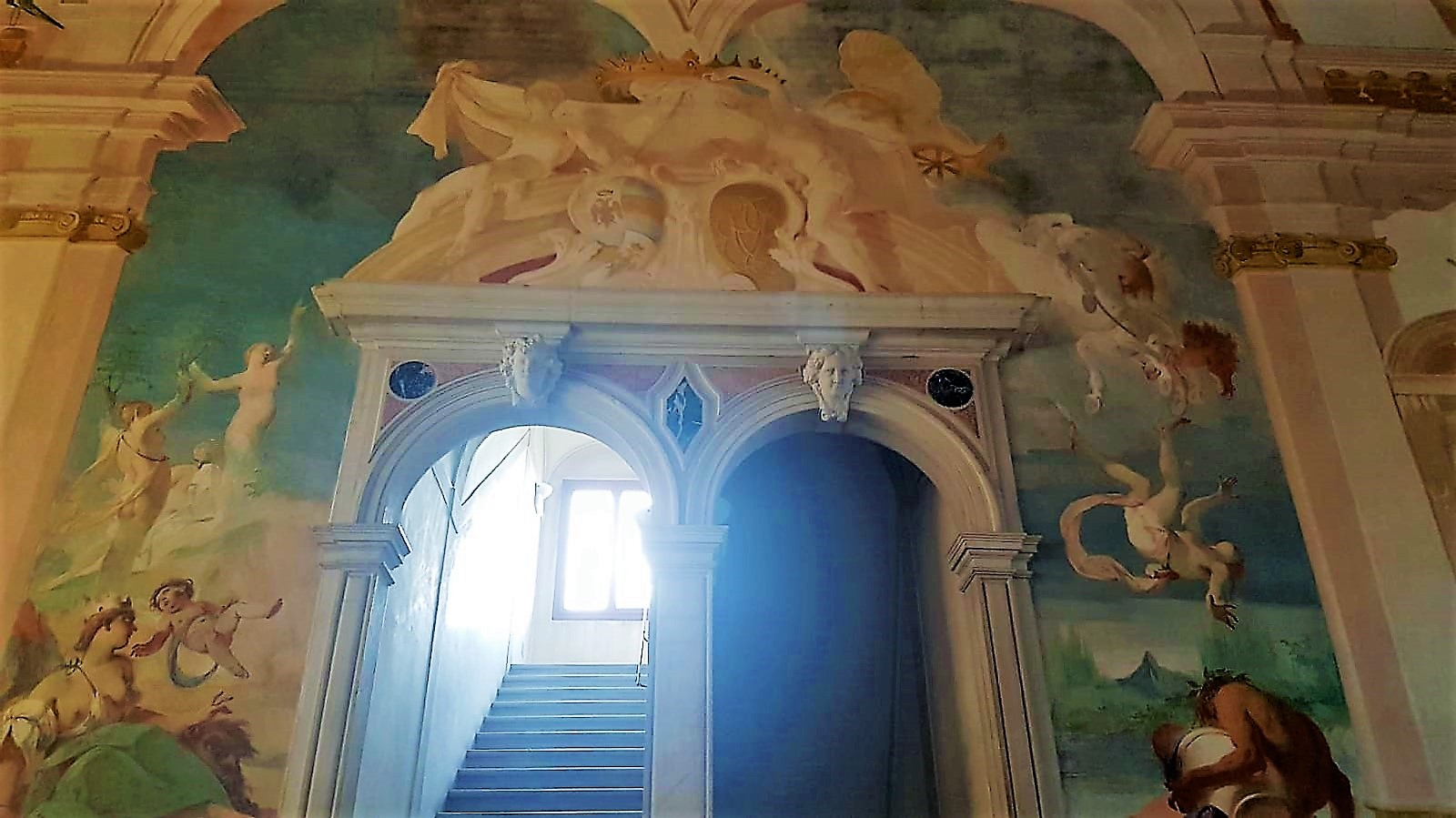
Caduta di Fetonte nell'Eridano e Le Eliadi si trasformano in pioppi -- Affresco parete ovest,salone nobile Villa Baglioni a Massanzago.

La parete ovest presenta i due episodi conclusivi del mito: a destra, dall’alto la Caduta di Fetonte e in basso in primo piano la personificazione del fiume Eridano, visto di schiena con il manto violaceo; a sinistra il Pianto delle Eliadi, che le rappresenta in atteggiamento di disperazione per la trasformazione in pioppi; sotto Cibele, la madre terra, con il diadema turrito, il leone e la tartaruga, seduta vicino a un genio in volo. 
La scelta di rappresentare il tragico epilogo nella parete ovest piuttosto che nel soffitto è dovuta alla volontà sia dell'artista sia della famiglia Baglioni di valorizzare il significato positivo e di speranza rappresentato dal Trionfo dell'Aurora piuttosto che la negatività e la sventura di Fetonte. Sopra la trabeazione che copre le due arcate della porta di accesso sono rappresentate due figure di giovani in monocromo; uno solleva un grande drappo bianco e l’altro sostiene una corona sopra lo stemma dei Baglioni e il monogramma di Giovanni Battista, il committente degli affreschi. Sopra un cornicione sorretto da pilastri, vi è una loggia costituita da balconate con poggioli: nell’angolo nord-est è dipinto un moretto in veste blu, nell’angolo sud-est appaiono due racchette da volano con le apposite palle piumate; di fronte è appollaiato un pappagallo colorato (tra gli animali preferiti del Tiepolo).
Sopra le quattro aperture che conducono alle sale laterali del salone è presente una finta architettura che presenta quattro timpani spezzati dove sono dipinte in oro delle figure femminili, allegorie dei quattro continenti del Mondo adornati con quattro diversi simboli che li rendono riconoscibili: l'Europa regge un modellino di architettura, simbolo della civiltà; l'Africa indossa un copricapo a forma di Corno, per simboleggiare il Corno d'Africa; l'America sostiene con la mano una freccia, simbolo degli Indiani d'America; e infine l'Asia ha una piccola anfora di profumo, per ricordare le spezie d’Oriente. 
Sulle pareti brevi, la zona sopra il cornicione è divisa in tre parti: al centro vi è un poggiolo più largo e finestra archeggiata, dalla quale pende una grande medaglia dorata, sopra la quale una coppia di satiri è adagiata in un ovale; ai lati quattro finte nicchie in oro contengono busti in marmo bianco.